# Segundo Ejército (Argentina)
El Segundo Ejército también llamado Ejército de los Andes fue una gran unidad del Ejército Argentino creada en 1938 y con asiento en Mendoza. Este ejército quedó disuelto en la reorganización de 1960.

## Historia
En 1938 el alto mando del ejército organizó las divisiones fijando la conducción superior en comandos de ejército (primero y segundo), con asiento en Mendoza y Rosario, respectivamente. En dependencia de la Inspección General del Ejército. Más tarde en 1941 las divisiones y destacamentos volvieron a estar bajo la dependencia directa del inspector general.
En 1942 el mando creó la Agrupación de Montaña "Cuyo", con los destacamentos de montaña "Mendoza" y "San Juan", formados por los regimientos 16, 22 y 23 de infantería de montaña reforzado y los regimientos 1 y 3 de artillería de montaña. El mismo año creó la Agrupación "Patagonia" con comando en Comodoro Rivadavia, segregando el regimiento 8 de la 6.ª División. El crecimiento de las tropas de montaña dio lugar a la creación de la 8.ª División en 1961, absorbiendo los destacamentos Mendoza y San Juan.
En 1960 el comando en jefe resolvió reorganizar la conducción superior en cuerpos de ejército. El Segundo Ejército quedó disuelto y la 4.ª División y 8.ª División pasaron al Tercer Cuerpo de Ejército con comando en los cuarteles del camino a La Calera, km 8 ½ (provincia de Córdoba). La 5.ª División pasó al Cuarto Cuerpo y la 6.ª División al Quinto Cuerpo.

## Organización
- 2.º Ejército (1938)
  - 4.ª División de Ejército, comando en Córdoba
  - 5.ª División de Ejército, comando en Tucumán
  - 6.ª División de Ejército, comando en Neuquén
  - Destacamento de Montaña «Cuyo», jefatura en Mendoza
  - Destacamento de Montaña «Norte», jefatura en Salta

- 2.º Ejército (1943)
  - 4.ª División de Ejército, comando en Córdoba
  - 5.ª División de Ejército, comando en Tucumán
  - 6.ª División de Ejército, comando en Neuquén
  - Agrupación de Montaña "Cuyo", comando en Mendoza
  - Agrupación "Patagonia", comando en Comodoro Rivadavia
  - Destacamento de Montaña "Norte", comando en Salta

- 2.º Ejército (1960)
  - 6.ª División de Infantería, comando en Neuquén
  - 8.ª División de Infantería, comando Mendoza